# Charlie Jane Anders
Charlie Jane Anders – amerykańska pisarka i komentatorka fantastycznonaukowa, dziennikarka, performerka i działaczka LGBT. Laureatka nagród Hugo, Nebula i Locus.

## Życiorys
Urodziła się w stanie Connecticut, dorastała w Mansfield. W wieku nastoletnim mieszkała w buddyjskim klasztorze. Studiowała literaturę angielską i azjatycką na University of Cambridge. Mieszkała w Hongkongu i Bostonie, obecnie mieszka w San Francisco.
Była jurorką nagrody James Tiptree Jr. i nagrody literackiej Lambda. Wraz z Annalee Newitz założyła i redagowała „io9” – portal na temat science fiction, który opuściła w 2016, by skoncentrować się na pracy pisarskiej. Jest organizatorką przedsięwzięcia Writers With Drinks, comiesięcznej imprezy czytelniczej w San Francisco, gdzie prezentowane są różne gatunki literatury.
Jest osobą transpłciową. Od 2000 jest partnerką pisarki Annalee Newitz.

## Twórczość
Zaczęła publikować w 1999 w „Maelstrom Speculative Fiction” jako Charles Anders, następnie Charlie Anders. Zadebiutowała w 1999 opowiadaniem Fertility. Jej opowiadania ukazywały się m.in. w: „The Magazine of Fantasy & Science Fiction”, „Asimov’s Science Fiction”, „Wired”, „Slate”, „Tor.com”, „Boston Review”, „Tin House”, „Conjunctions”, „Lightspeed”, „Catamaran Literary Reader”, „McSweeney's”, „Zyzzyva” i licznych antologiach.
Jej pierwszą książką była literatura faktu Lazy Crossdresser (2002). Jej pierwsza powieść, Choir Boy (2005), zdobyła nagrodę Lambda Literary Award. Jej druga powieść, a pierwsza fantastycznonaukowa, All the Birds in the Sky (2016), odniosła znacznie większy sukces, zdobywając nagrody Nebula (2016), Williama L. Crawforda i Nagrodę Locusa (2017). W 2020 zdobyła kolejne nagrody Locusa: za powieść The City in the Middle of the Night i krótką formę The Bookstore at the End of America.
W Polsce „Nowa Fantastyka” w numerze 6/2012 opublikowała opowiadanie Sześć miesięcy i trzy dni, zaś w numerze 3 (438) 2019 opowiadanie Nie pozwę cię, jeśli mnie nie zaskarżysz.

### Powieści
- Choir Boy 2005
- All the Birds in the Sky, 2016
- The City in the Middle of the Night, 2019

### Zbiory opowiadań
- Six Months, Three Days, Five Others, 2017

## Nagrody
- Lambda Literary Award 2006 za Choir Boy
- Nagroda Hugo za najlepszą nowelę 2012 za Sześć miesięcy i trzy dni (Six Months, Three Days)
- Nebula 2016 za najlepszą powieść All the Birds in the Sky
- Nagroda Williama L. Crawforda 2017 za All the Birds in the Sky
- Nagroda Locusa 2017 za najlepszą powieść fantasy All the Birds in the Sky
- Theodore Sturgeon Award 2018 za Nie pozwę cię, jeśli mnie nie zaskarżysz (Don't Press Charges and I Won't Sue)
- Hugo dla najlepszego Fancasta 2019 za „Our Opinions Are Correct” (wspólnie z Annalee Newitz)